# Rectoria de Joanetes
La rectoria de Joanetes és una casa de Joanetes, al municipi de la Vall d'en Bas (Garrotxa), protegida com a bé cultural d'interès local.

## Descripció
És un edifici de grans dimensions situat davant l'església, orientat a l'est i cobert amb teulada a dues vessants. Sorprèn la gran alçada de l'edifici que consta de planta baixa i dos pisos de gran alçada. Davant la façana principal hi ha un gran contrafort. La casa té una forma irregular donada sobretot per la façana esquerra. Les obertures són escasses i donen un aire de sobrietat. A la façana dreta hi ha un cos afegit.

## Història
Aquesta edificació havia estat residència d'una de les més antigues i nobles famílies que contribuïren a la història de Joanetes, els Santromà.